# Alcudia de Monteagud
Alcudia de Monteagud es un municipio español de la provincia de Almería, Andalucía. En el año 2020 contaba con 138 habitantes. Su extensión superficial es de 15 km² y tiene una densidad de 9,2 hab./km². Sus coordenadas geográficas son 37° 14′ N, 2° 16′ O. Se encuentra situado a una altitud de 1069 metros sobre el nivel del mar y a 63 kilómetros de la capital de provincia, Almería.

## Toponimia
El origen del nombre de Alcudia se encuentra en el idioma árabe, significando el monte. La denominación de Monteagud fue agregada por real decreto de 2 de julio de 1916, para evitar la confusión con Alcudia, en las Islas Baleares, y con Alcudia de Guadix, en Granada.

## Geografía física
| Noroeste: Chercos | Norte: Líjar | Nordeste: Cóbdar               |
| Oeste: Tahal      |              | Este: Benitagla                |
| Suroeste: Tahal   | Sur: Tahal   | Sureste: Benitagla y Benizalón |

### Naturaleza

#### Senderos
- SL-A 61 — Atalayon

* SL-A 46 — Torre de Alhabia
- GR 244[5]

### Riesgos naturales
El municipio de Alucia de Monteagud cuenta con un PTEL que cumple con la Ley 5/2010 sobre autonomía local.

## Geografía humana

### Organización territorial
El municipio carece de cualquier otro núcleo de población.

## Geografía humana

### Demografía
Cuenta con una población de 128 habitantes (INE 2024).
| Gráfica de evolución demográfica de Alcudia de Monteagud entre 1842 y 2021 |
| |
| Población de derecho según los censos de población del INE. Población de hecho según los censos de población del INE.En estos censos se denominaba Alcudia: 1842, 1857, 1860, 1877, 1887, 1897, 1900 y 1910. |

### Economía

#### Evolución de la deuda viva municipal
| Gráfica de evolución de Deuda viva del Ayuntamiento de Alcudia de Monteagud entre 2008 y 2019                                |
| |
| Deuda viva del Ayuntamiento de Alcudia de Monteagud en miles de Euros según datos del Ministerio de Hacienda y Ad. Públicas. |

## Símbolos
Alcudia de Monteagud consiguió una autorización por parte de la Junta de Andalucía para adoptar sus símbolos en marzo de 2004, pero no ejerció ese derecho hasta enero de 2007. El municipio cuenta con un escudo y bandera adoptados de manera oficial.

### Escudo
Su descripción heráldica es la siguiente:

De gules, un alfanje y una espada de oro puestas en aspa. Jefe de plata con un león rampante de gules acompañado de dos hojas de morera de sinople, al timbre corona real cerrada.

### Bandera
La enseña del municipio tiene la siguiente descripción:

Paño de proporciones 2/3, con un aspa verde, el flanco del asta y del batiente de color rojo; el superior de color blanco con una hoja de parra de color verde y, el inferior también de color blanco con un león rampante morado.

## Política

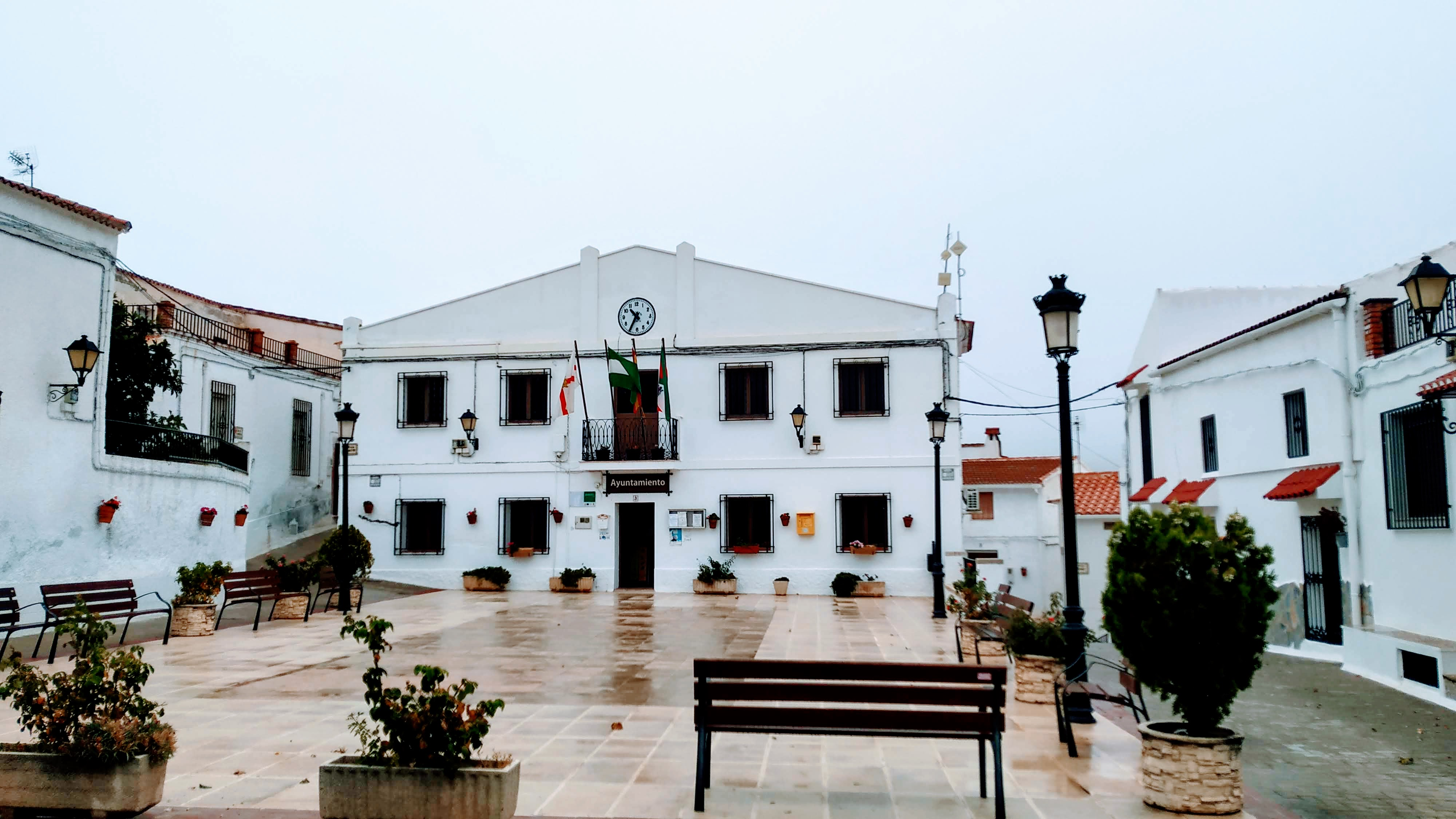
Plaza del ayuntamiento

| Elecciones Municipales - Alcudia de Monteagud (2019) | Elecciones Municipales - Alcudia de Monteagud (2019) | Elecciones Municipales - Alcudia de Monteagud (2019) | Elecciones Municipales - Alcudia de Monteagud (2019) | Elecciones Municipales - Alcudia de Monteagud (2019) |
| Partido político                                     | Partido político                                     | Votos                                                | %Válidos                                             | Concejales                                           |
| ---------------------------------------------------- | ---------------------------------------------------- | ---------------------------------------------------- | ---------------------------------------------------- | ---------------------------------------------------- |
|                                                      | Partido Popular (PP)                                 | 104                                                  | 78,2                                                 | 5                                                    |
|                                                      | Partido Socialista Obrero Español (PSOE)             | 20                                                   | 15,04                                                | 0                                                    |

### Gobierno municipal
| Legislatura | Nombre                                                                       | Partido Político |
| ----------- | ---------------------------------------------------------------------------- | ---------------- |
| 1979-1983   | Rogelio Pérez Padilla                                                        | UCD              |
| 1983-1987   | Antonio Guijarro Oliver                                                      | UCD              |
| 1987-1991   | Modesto Acosta Romero                                                        | PP               |
| 1991-1995   | Modesto Acosta Romero                                                        | PP               |
| 1995-1999   | Modesto Acosta Romero                                                        | PP               |
| 1999-2003   | Pedro Cáceres Latorre                                                        | PSOE             |
| 2003-2007   | Pedro Cáceres Latorre                                                        | PSOE             |
| 2007-2011   | Pedro Cáceres Latorre                                                        | PSOE             |
| 2011-2015   | Juan Blas Martínez Sánchez                                                   | PP               |
| 2015-2019   | Juan Blas Martínez Sánchez                                                   | PP               |
| 2023-act.   | Juan Blas Martínez Sánchez (2019-2021) Juan Manuel Sánchez Pérez (2021-2023) | PP               |
| desde 2023  | Juan Manuel Sánchez Pérez                                                    | PP               |

## Servicios Públicos

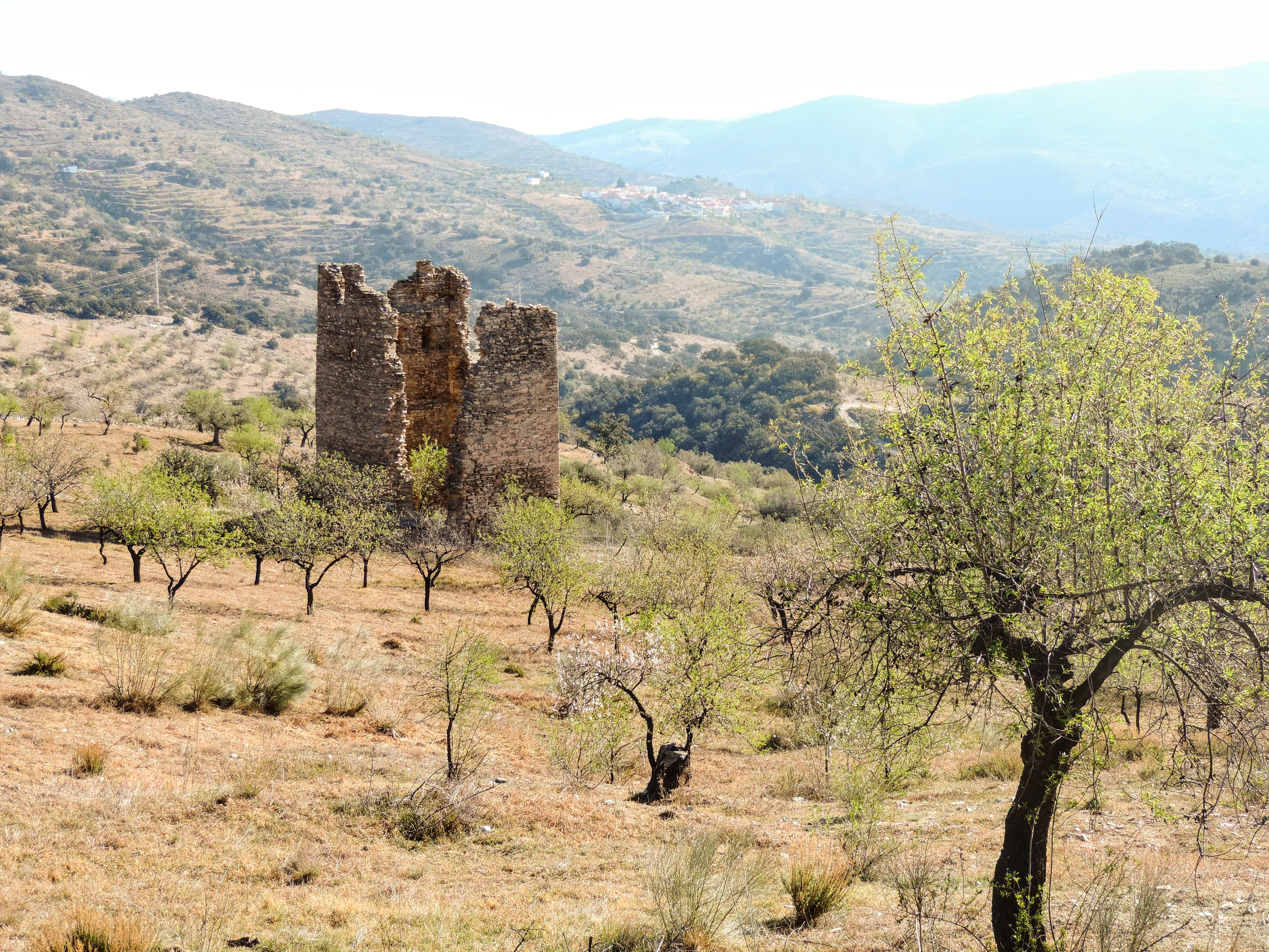
Torre de Alhabia

### Educación
El municipio carece de cualquier centro de educación infantil. Los niños residentes en el pueblo deben acudir al colegio de Tahal y al instituto de Macael. debiendo los alumnos continuar su enseñanza obligatoria en el instituto de Fiñana.

### Sanidad
El municipio dispone de un consultorio que presta consulta dos días a la semana.

## Cultura

### Patrimonio

#### Militar

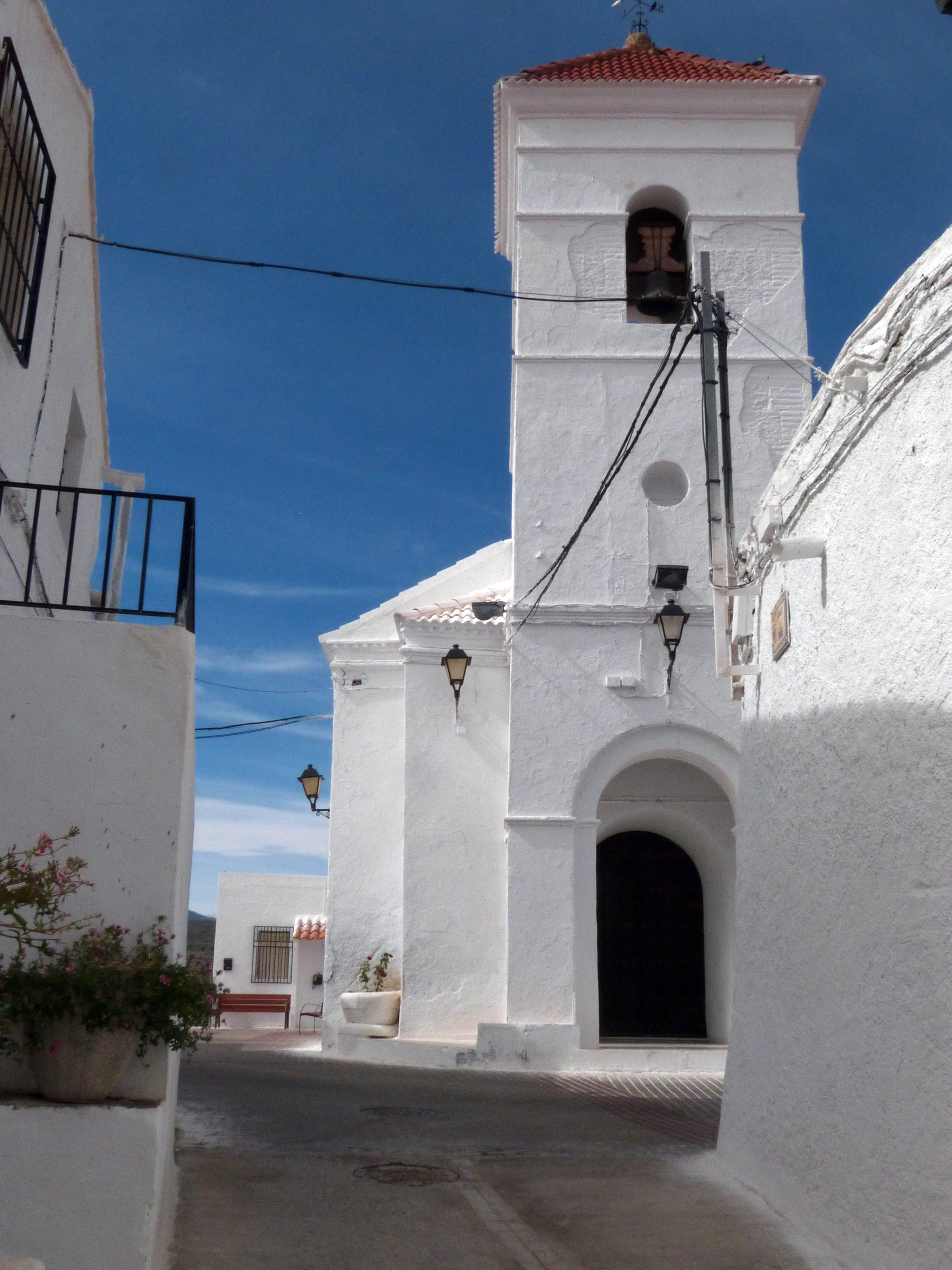
Iglesia de Nuestra Señora del Rosario

- Torre de Alhabia: Es una torre medieval, construida en mampostería, dispuesto en hileras y unido con mortero de cal. Tiene planta cuadrada y una altura de 10 metros. Consta de seis plantas, siendo la primera el acceso a la misma. En otras se observan saeteras, ventanas y en la última, usada como terraza hay restos de almenas. Se utilizaba como puesto de vigilancia y para albergar a la población de los alrededores. Está protegida como Bien de Interés Cultural.[16]
- Torre de los Casaros I[17]

#### Religioso
- Iglesia de Nuestra Señora del Rosario: Es de una sola nave y planta rectangular. A los pies de la iglesia se encuentra una torre cuadrada que da acceso a la misma a través de tres arcos de medio punto. En su interior destaca las columnas jónicas del prebisterio, las peanas adosadas donde se ubican las imágenes y los dos cuerpos semicilíndricos de la tribuna.[18]

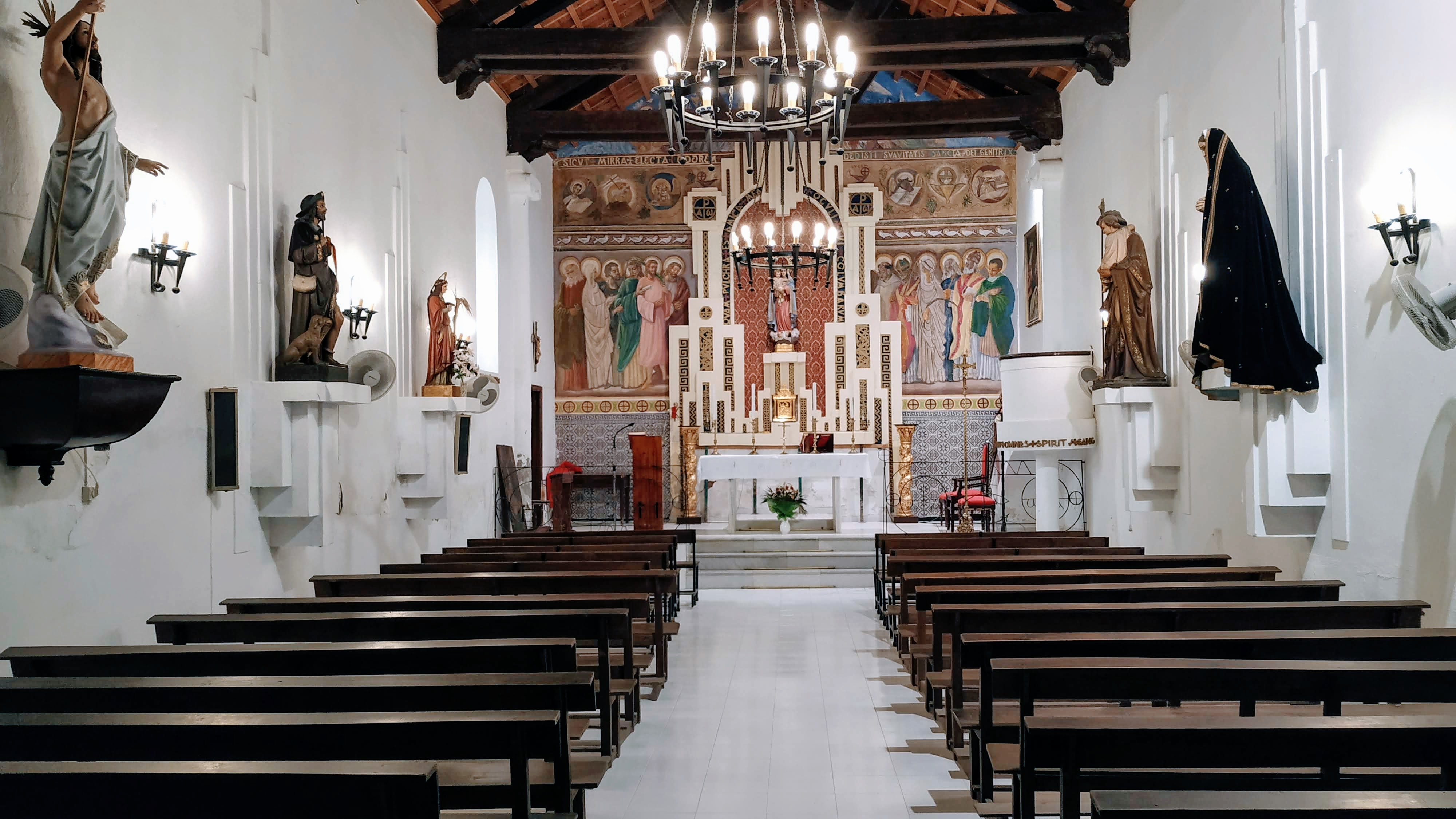
Interior de la iglesia

#### Civil

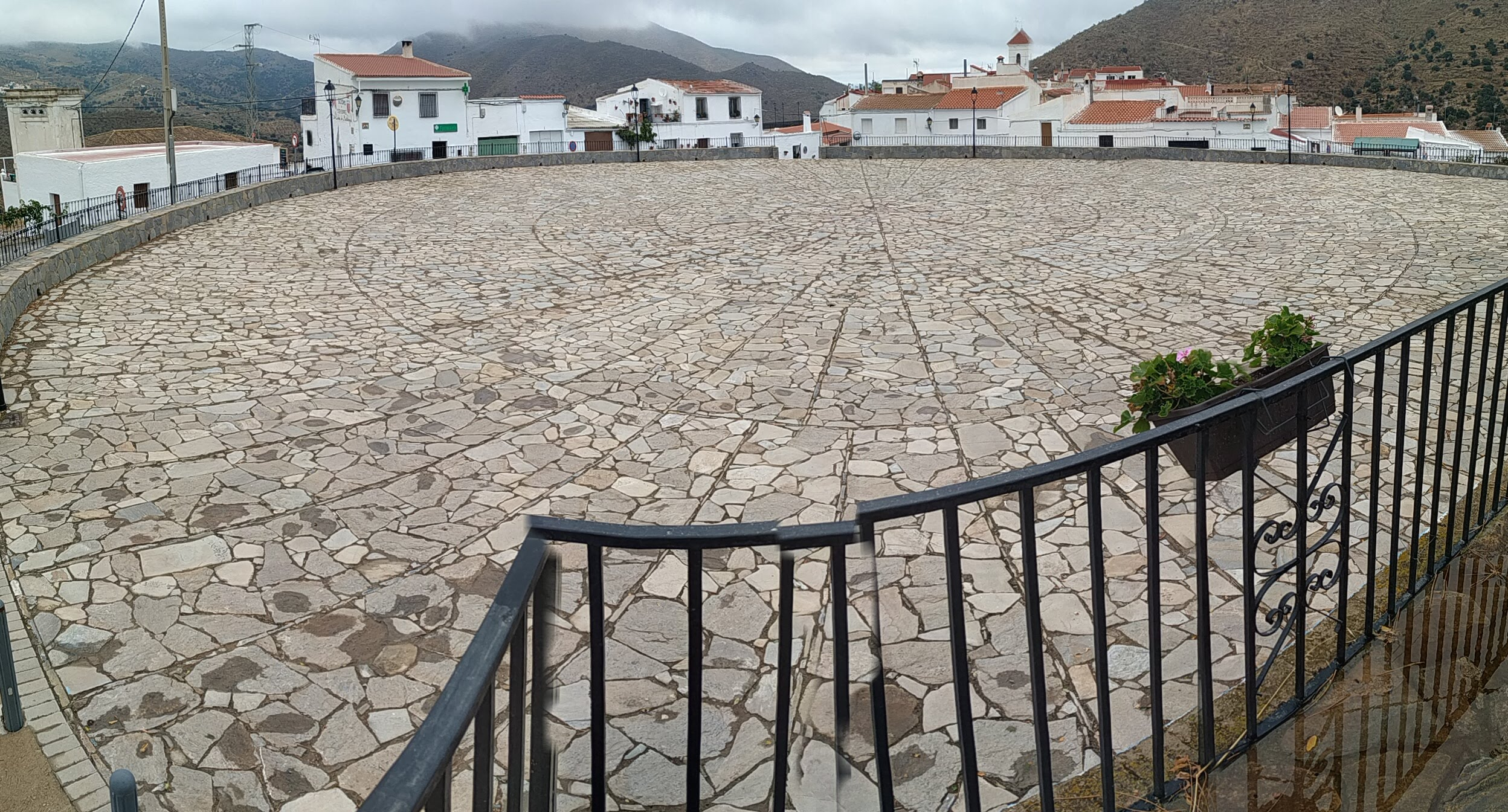
La Era grande

- La era grande: Es una era construida en 1894, tiene un diámetro de metros y una superficie de 1400 metros cuadrados. Es la era empedrada más grande la provincia.[19]
- Museo etnológico de Alcudia de Monteagud:

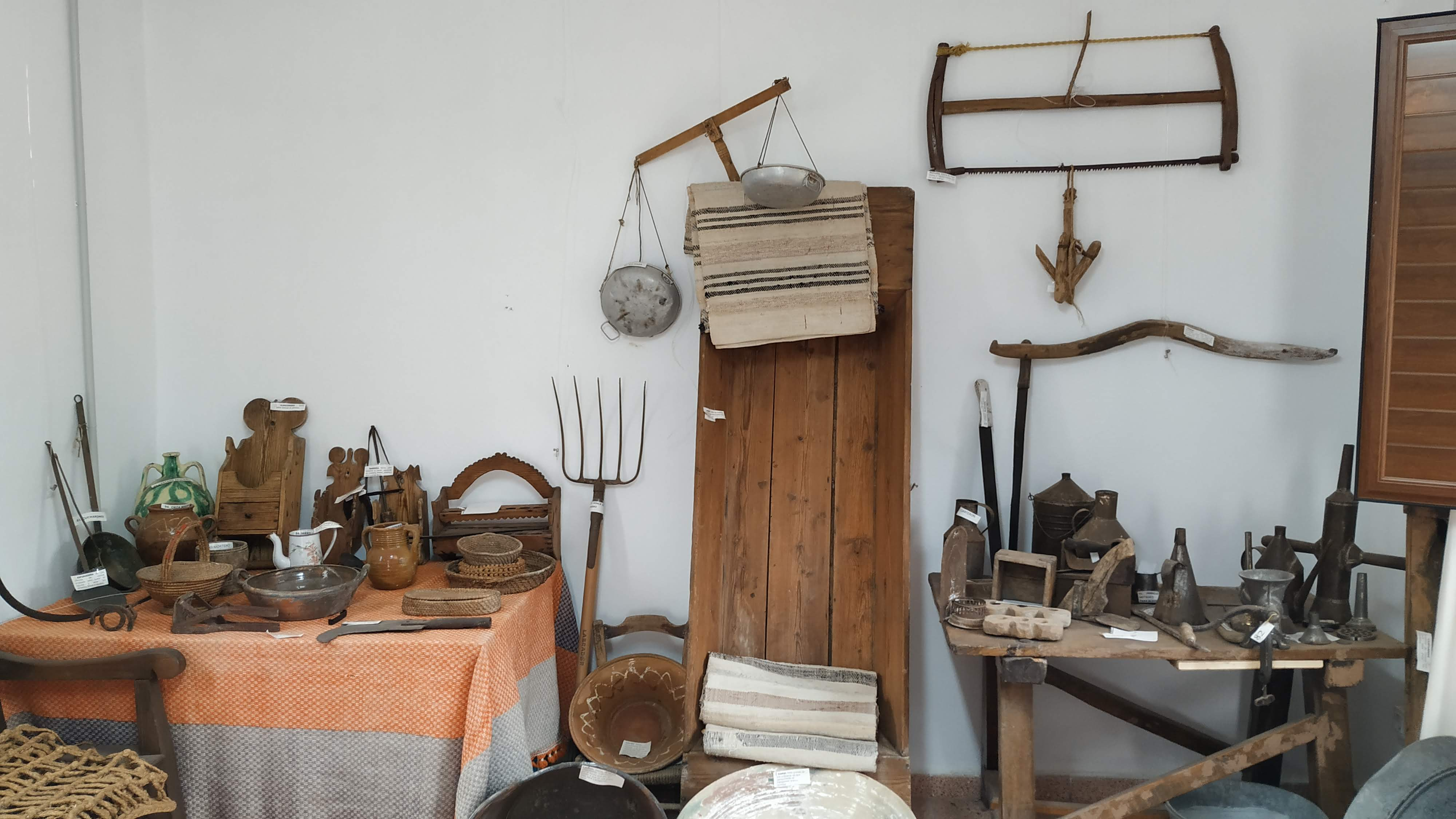

### Patrimonio Cultural Inmaterial

#### Tradiciones
- Los Años: Es un tradición festiva que se desarrolla en Navidad donde los jóvenes se reúnen a recitar en forma de poemas burlescos los hechos acontecidos durante el año.[20]
- Fiesta de la siega y de la trilla: Es una representación del oficio de la trilla que se desarrollaba en el municipio. El ayuntamiento recuperó estos trabajos en el 2006.[21] En este evento se hacen los disitntos trabajos y labores relacionados con la siega y la trilla del trigo.[22]

#### Fiestas
- Fiesta de San Roque (16 de agosto)
- Fiesta de Santa Lucía (13 de diciembre)

### Gastronomía

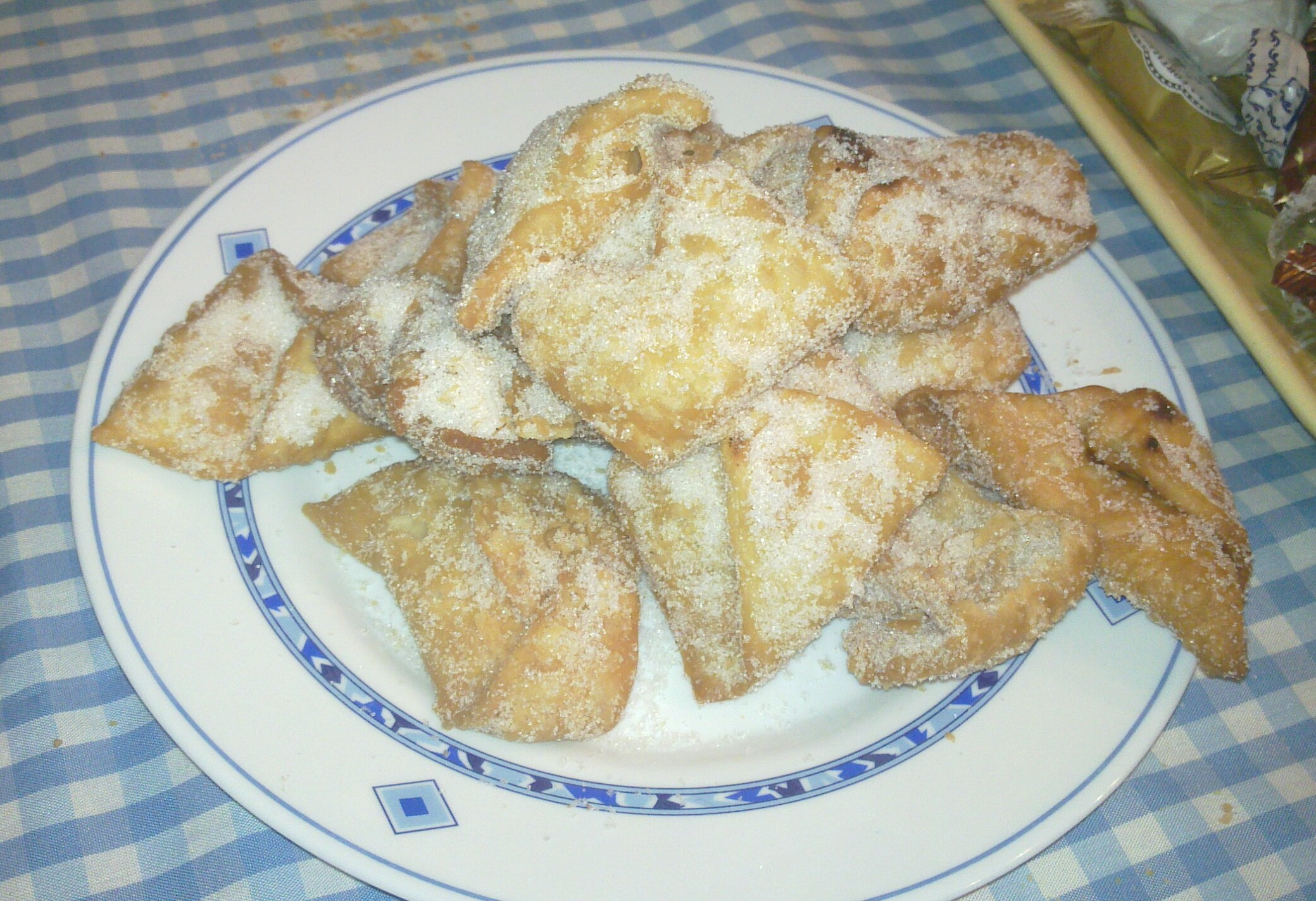
Borrachuelos

Entre los platos más tradicionales se destacan las gachas, las migas de pan o de maíz, la sopa de ajos, la sopa de panecillos, la fritá de conejo, el arroz con conejo o la pepitoria de pollo; de repostería, los buñuelos, las hojuelas, los roscos fritos, los borrachillos o el manjar blanco.
Podemos situarlo en la comarca gastronómica de la sierras de Filabres y Alhamilla, zona árida conocida por sus olivos, almendros y platos a base de harinas, con recetas como la zaramandoña –una ensalada que los vecinos ofrecen el día del patrón–, la tortilla de ajetes y bacalao, los caracoles en salsa, las gachas, las migas en torta, las migas con chorizo, los gurullos con caza, la torta de chicharrones o el pan de higo.

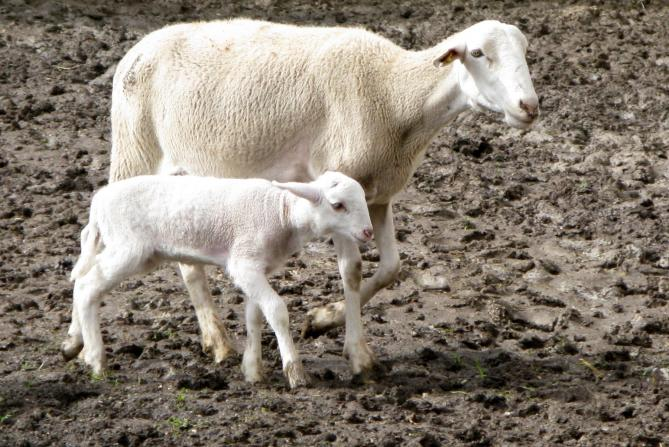
Oveja y cordero de la raza segureña.

Se encuentra entre los 144 municipios de la Indicación Geográfica Protegida del 'Cordero de las Sierras de Segura y la Sagra', por su producción del cordero segureño, raza conocida por su carne de color rosáceo con un excelente nivel de engrasamiento y textura tierna y jugosa. Sus propiedades, provenientes de un animal adaptado a la vegetación intermitente de la zona, rica en hierbas aromáticas, la hace apta para su preparado al horno, en salsa o a la brasa.

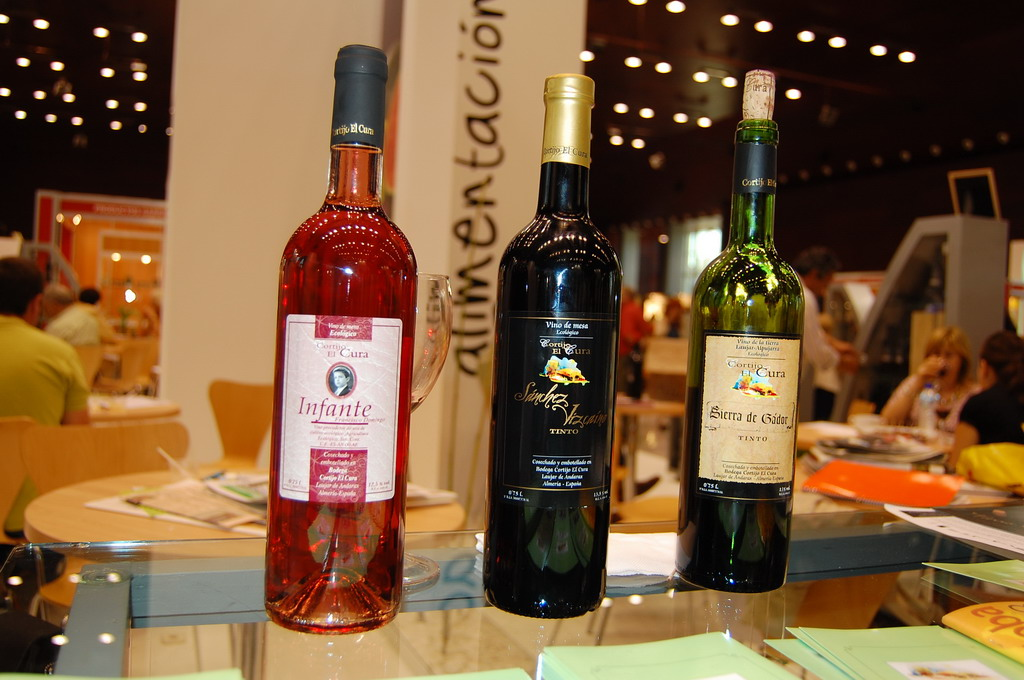

La producción vinícola se beneficia de la amplitud térmica de la zona y pertenece a la Indicación Geográfica Protegida del ‘Desierto de Almería’. Este vino es elaborado con las variedades de uva garnacha tinta, monastrell, syrah, cabernet Sauvignon, merlot, chardonnay, moscatel, macabeo y sauvignon blanc. Sus vinos tintos se caracterizan por una gran potencia aromática, frutos negros maduros, pasas, toques balsámicos, confituras y notas lácticas y florales.  
El municipio participa en las Jornadas Gastronómicas de la Almendra, organizadas por la Diputación de Almería, que se celebran cada primavera promoviendo el papel de la almendra en la cocina.